# Mineral Point
Mineral Point es una ciudad ubicada en el condado de Iowa en el estado estadounidense de Wisconsin. En el Censo de 2010 tenía una población de 2.487 habitantes y una densidad poblacional de 330,55 personas por km².

## Geografía
Mineral Point se encuentra ubicada en las coordenadas 42°51′45″N 90°11′1″O / 42.86250, -90.18361. Según la Oficina del Censo de los Estados Unidos, Mineral Point tiene una superficie total de 7.52 km², de la cual 7.52 km² corresponden a tierra firme y (0%) 0 km² es agua.

## Demografía
Según el censo de 2010, había 2.487 personas residiendo en Mineral Point. La densidad de población era de 330,55 hab./km². De los 2.487 habitantes, Mineral Point estaba compuesto por el 97.91% blancos, el 0.6% eran afroamericanos, el 0.08% eran amerindios, el 0.76% eran asiáticos, el 0% eran isleños del Pacífico, el 0.12% eran de otras razas y el 0.52% pertenecían a dos o más razas. Del total de la población el 0.68% eran hispanos o latinos de cualquier raza.